# Scot Gemmill
Scotland Gemmill (Paisley, 2 gennaio 1971) è un allenatore di calcio ed ex calciatore scozzese, di ruolo centrocampista.
Dal 2016 è commissario tecnico della Scozia U-21

## Biografia
Figlio di Archie, importante giocatore degli anni settanta e ottanta, Scot Gemmill ha militato in diversi club inglesi: come suo padre ha giocato nel Nottingham Forest, fu professionista, tra gli altri, anche in Everton e Leicester City, prima di chiudere la carriera in Nuova Zelanda.
A livello internazionale rappresentò la Scozia in 26 occasioni e fu convocato sia all'europeo 1996 (dove non scese mai in campo) che al mondiale 1998.
Dopo il ritiro è passato alla carriera tecnica, dapprima ad Auckland, dove aveva terminato come giocatore, per poi tornare in Scozia ed entrare nei quadri federali come allenatore delle squadre nazionali giovanili.

## Palmarès

### Club

#### Competizioni nazionali
- Full Members Cup: 1

Nottingham Forest: 1991-1992